# Fördraget i London (1839)
 Fördraget i London (engelska: Treaty of London) undertecknades den 19 april 1839 och innebar erkännandet av att Belgien och Nederländerna skildes åt, vilket praktiken skett under belgiska upproret de närmast föregående åren, och den tysktalande delen av Luxemburg förklarades självständig. Samtidigt delades även Luxemburg upp, och den andra delen blev Belgiska Luxemburg.
Enligt fördraget förpliktigades parterna att vidmakthålla Belgiens neutralitet. Artikel VII i sin tur förpliktigade Belgien att förbli neutralt för evigt.

## Se även

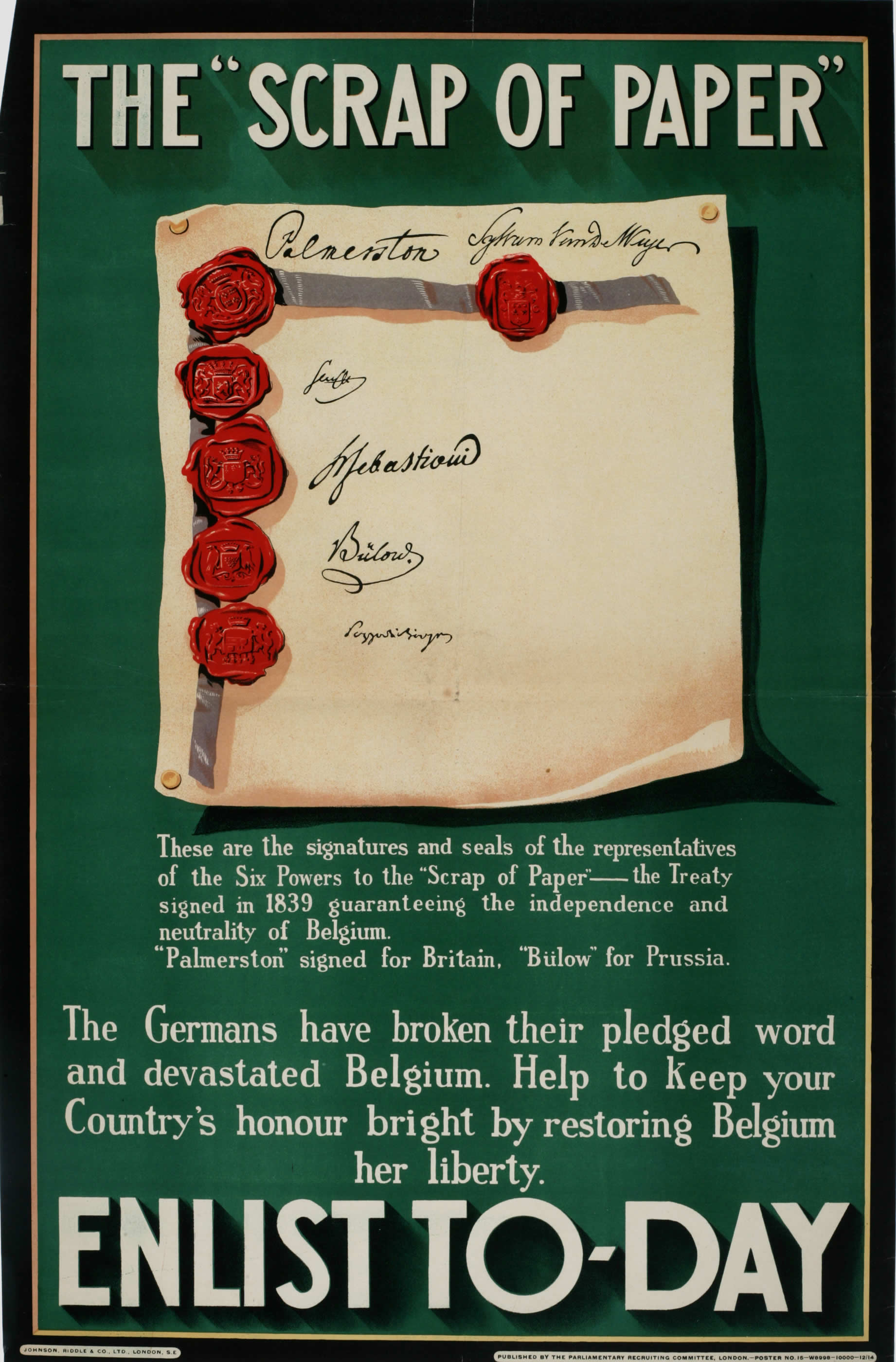
Brittiska militären rekryterade 1914 soldater med referenser till att Tyskland svikit Tyska förbundets del av avtalet.